# Natalija Semenowa
Natalija Wiktoriwna Semenowa, geborene Fokina, (ukrainisch Наталія Вікторівна Фокіна-Семенова; * 7. Juli 1982 in Horliwka, Ukrainische SSR, Sowjetunion) ist eine ukrainische Leichtathletin, die sich auf den Diskuswurf spezialisiert hat.

## Sportliche Laufbahn
Erste Erfahrungen bei internationalen Meisterschaften sammelte Natalija Semenowa im Jahr 2000, als sie bei den Juniorenweltmeisterschaften in Santiago de Chile mit einer Weite von 51,44 m den sechsten Platz belegte. Im Jahr darauf siegte sie mit 56,69 m bei den Junioreneuropameisterschaften in Grosseto und 2003 siegte sie mit 59,30 m bei den U23-Europameisterschaften in Bydgoszcz. Anschließend startete sie bei der Sommer-Universiade in Daegu und sicherte sich dort mit 63,11 m den Titel. Im Jahr darauf nahm sie an den Olympischen Sommerspielen in Athen teil und schied dort mit 58,28 m in der Qualifikationsrunde aus. 2005 erreichte sie bei den Weltmeisterschaften in Helsinki das Finale und belegte dort mit 58,44 m den neunten Platz. Anschließend gelangte sie bei der Sommer-Universiade in Izmir mit 56,47 m auf Rang acht. Im Jahr darauf belegte sie bei den Europameisterschaften in Göteborg mit 59,99 m den neunten Platz und 2007 klassierte sie sich bei den Weltmeisterschaften in Osaka mit 61,17 m im Finale auf dem siebten Platz. Im Jahr darauf nahm er erneut an den Olympischen Sommerspielen in Peking teil und verpasste dort mit 60,18 m erneut den Finaleinzug.
2011 schied sie bei den Weltmeisterschaften in Daegu mit 58,27 m in der Qualifikationsrunde aus. Im Jahr darauf gewann sie bei den Europameisterschaften in Helsinki mit 62,91 m die Bronzemedaille hinter der Kroatin Sandra Perković und Nadine Müller. Daraufhin nahm sie erneut an den Olympischen Sommerspielen in London teil und verpasste dort mit 60,61 m den Finaleinzug. Im Jahr darauf schied sie bei den Weltmeisterschaften in Moskau mit 55,79 m in der Qualifikationsrunde aus und 2014 verpasste sie bei den Europameisterschaften in Zürich mit 46,57 m den Finaleinzug. 2015 erreichte sie bei den Weltmeisterschaften in Peking das Finale und belegte dort mit 59,54 m den zwölften Platz. Im Jahr darauf belegte sie bei den Europameisterschaften in Amsterdam mit 62,21 m den sechsten Platz und anschließend schied er bei den Olympischen Sommerspielen in Rio de Janeiro mit 58,41 m in der Qualifikationsrunde aus.
2017 kam sie bei den Weltmeisterschaften in London mit 55,83 m nicht über die Vorrunde hinaus und 2019 verpasste sie bei den Weltmeisterschaften in Doha mit 54,68 m den Finaleinzug. 2021 nahm sie bereits zum fünften Mal an den Olympischen Sommerspielen in Tokio teil und schied dort mit 54,28 m in der Qualifikationsrunde aus. 2022 belegte sie bei den Balkan-Meisterschaften in Craiova mit 50,14 m den achten Platz.
In den Jahren 2008, von 2011 bis 2017 sowie von 2019 bis 2022 wurde Semenowa ukrainische Meisterin im Diskuswurf.